# Беллинг, Фёдор Иванович
Фёдор (Фридрих) Иванович Беллинг (Belling, писался также Беленк) — военачальник, участник Северной войны, генерал-поручик армии Петра I (1708).

## Биография
Служил в саксонской армии, принят на русскую военную службу по договору с И. Р. Паткулем 30 июля 1705 года, командовал полком и, по собственным его словам в письме к царю Петру I, состоял генерал-адъютантом и бригадиром при русском вспомогательном корпусе в Саксонии. Участвовал в неудачной битве при Фрауштадте, после чего пробрался в Гродно и получил чин генерал-майора. В августе 1707 года, по отъезде генерал-фельдмаршала Б. П. Шереметева, оставлен «командовать инфантерией на Волыни».
Далее участвовал в антишведской кампании 1708—1709 годов, в Горках 23 июля 1708 года произведён в генерал-поручики, командовал пехотой в дивизии князя А. Д. Меншикова. В период Полтавской операции предпринял неудачную диверсию против Опошни, пытаясь облегчить участь осаждённой Полтавы, затем участвовал в Полтавской битве.